# 西都城駅
西都城駅（にしみやこのじょうえき）は、宮崎県都城市松元町にある、九州旅客鉄道（JR九州）日豊本線の駅である。事務管コードは▲940512。
都城市中心部への最寄り駅で全列車が停車し、宮崎方面から来る多くの普通列車が当駅を始発・終着としている。一方の国分・鹿児島方面の普通列車は1日あたり9往復と激減する。かつては志布志線が接続していた。

## 歴史

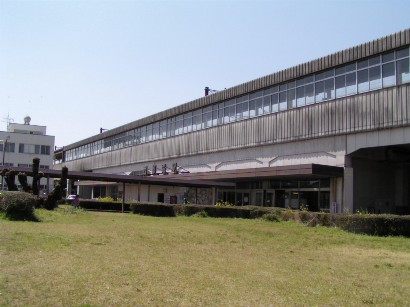
高架化後リニューアル前の駅舎。（2005年3月）

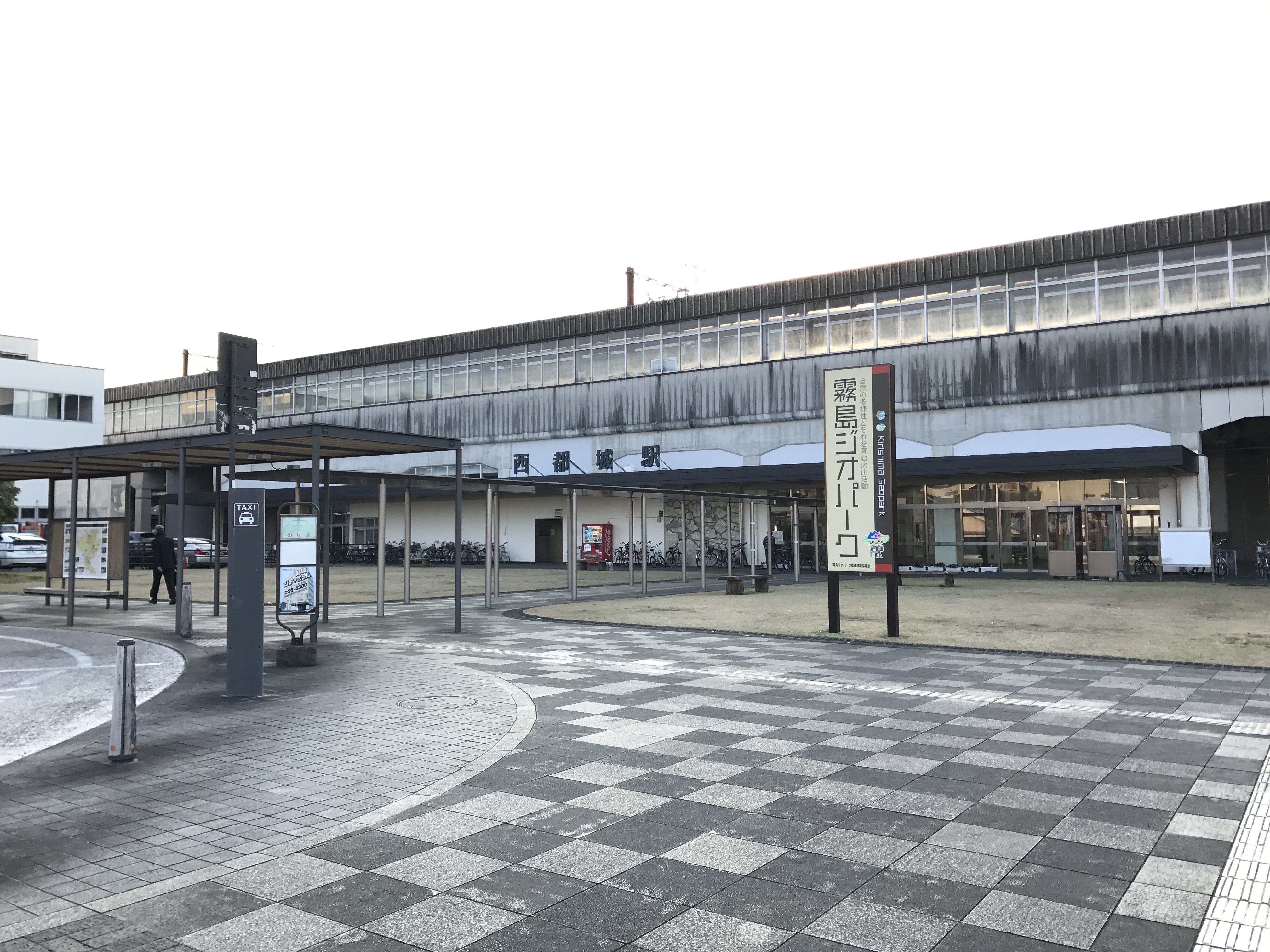
リニューアル前の駅舎（上の写真に比べ駅前が整備されている）
（2017年3月）

- 1923年（大正12年）1月14日：志布志線所属駅として鉄道省が開設[3]。
- 1932年（昭和9年）12月6日：志布志線都城 - 西都城駅間が日豊本線に編入され、日豊本線の所属駅となる[1]。
- 1941年（昭和16年）10月8日：志布志線全通。
- 1945年（昭和20年）
  - 8月6日：都城大空襲により西都城駅構内全焼。
  - 9月17日：枕崎台風による暴風雨により、駅本屋と貨物室が全壊。
- 1949年（昭和24年）2月1日：駅本屋を新築。
- 1976年（昭和51年）
  - 5月24日：貨物取扱を廃止。
  - 7月1日：高架化工事に着手。
- 1973年（昭和48年）5月9日：昭和天皇が第24回全国植樹祭出席のために来県。西都城駅発、宮崎着のお召し列車が運転される[5]。
- 1977年（昭和52年）5月25日：貨物取扱を廃止[1]。
- 1979年（昭和54年）2月27日：日豊本線が高架化[6]。
- 1980年（昭和55年）
  - 1月25日：志布志線も高架化[6]。
  - 2月5日：高架下駅舎が完成。
  - 4月11日：高架下駅舎の営業を開始。
- 1983年（昭和58年）
  - 3月16日：この日より業務委託駅となるはずだったが、これに反対していた国鉄労働組合がピケを張って実力で阻止する[7]。
  - 3月29日：団体交渉により労使が合意し、この日より業務委託駅へ移行する[7]。
- 1985年（昭和60年）3月14日：荷物扱いを廃止[1]。
- 1987年（昭和62年）
  - 3月28日：志布志線が全線廃止となる[3]。
  - 4月1日：国鉄分割民営化により、九州旅客鉄道（JR九州）の駅となる[1]。
- 1993年（平成5年）
  - 8月6日：平成5年8月豪雨により当駅から鹿児島駅との間が運転見合わせとなる[8]。
  - 9月19日：当駅から大隅大川原駅と間で運転を再開する[8]。
- 2005年（平成17年）4月1日：構内からキオスクが撤退。
- 2017年（平成29年）11月5日：駅舎の老朽化部の改装や、外装のリニューアルが完了する[9]。
- 2022年（令和4年）4月1日：宮崎支社の発足により、鹿児島支社から同支社へ移管[10]。
- 2023年（令和5年）4月1日：駅業務をJR九州サービスサポートから宮崎交通に移管。

## 駅構造

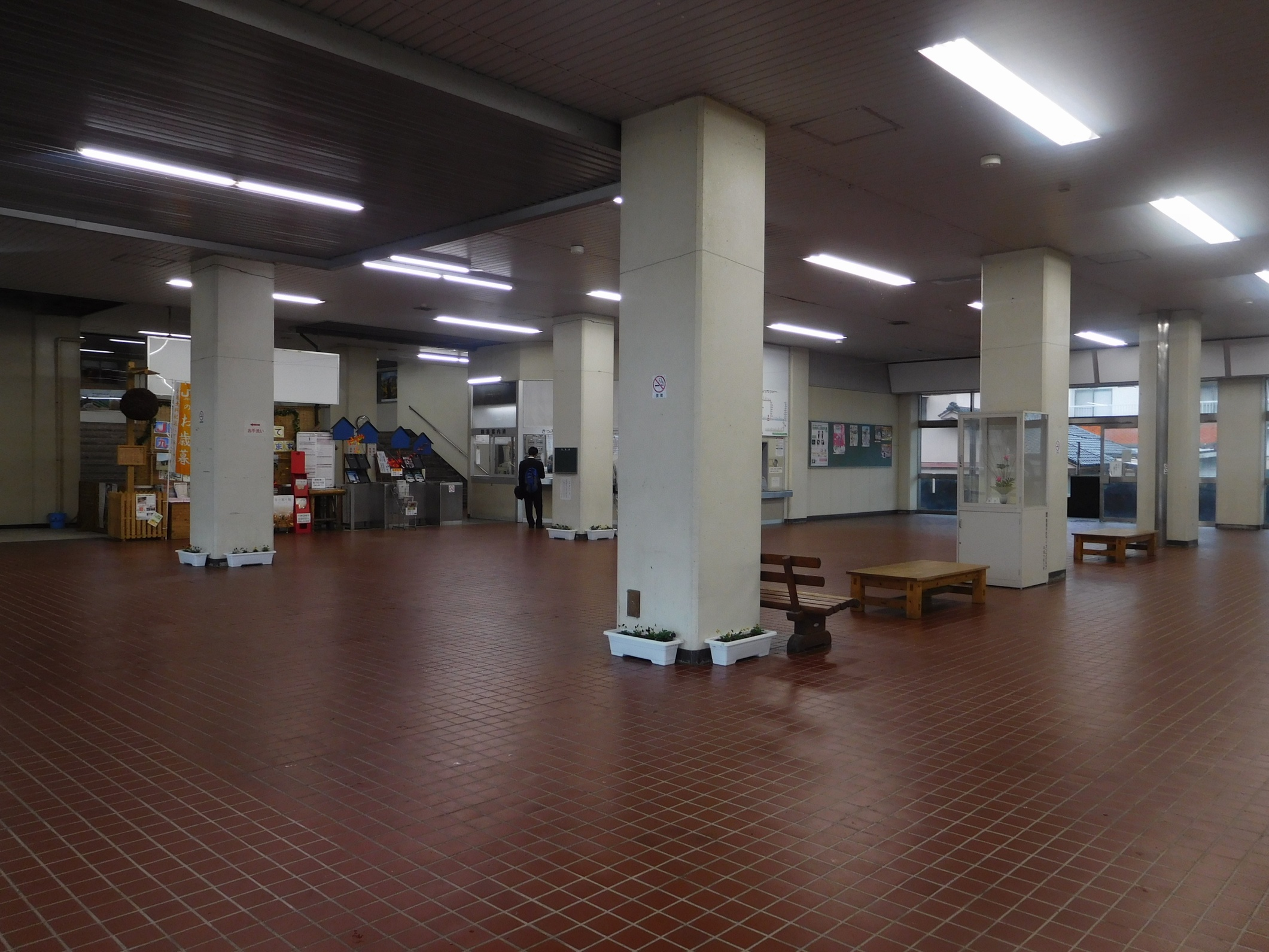
コンコース（2015年11月）

単式ホーム1面1線と島式ホーム1面2線の合計2面3線を有する高架駅で、駅舎は高架下にある。駅舎はその大部分が広いコンコースでその端に出札口と改札がある。駅舎にはそのほかに封鎖された待合所跡がある。かつては、土産物屋・軽食・駅弁屋があったが、その形跡は残っていない。
国分方面で線路のない高架橋が南方向へ枝分かれしているが、これは1987年まで営業していた志布志線の廃線跡である。高架は分岐してすぐに途切れ、その先は住宅地に転用されている。高架化完成が1980年であるため、志布志線部分の高架はわずか7年で役目を終えることとなった。
2023年3月までJR九州サービスサポートが駅業務を受託する業務委託駅であったが、、同年4月より宮崎交通に移管された。きっぷうりば(営業時間 6：25 - 12：20、12：50 - 18：30)が設置されている。
2017年10月に駅舎がリニューアルされ、外装は白と黒を基調にした色となり、駅名表示は文字が金色になり都城島津氏の家紋である「丸に十文字 」が入れられた。なおバリアフリー化は行われておらず、コンコースとホームの間の移動は階段のみである。
| のりば | 路線      | 方向 | 行先                         |
| ------ | --------- | ---- | ---------------------------- |
| 1      | ■日豊本線 | 下り | 隼人・鹿児島・鹿児島中央方面 |
| 2・3   | ■日豊本線 | 上り | 都城・南宮崎・宮崎方面       |

## 駅弁

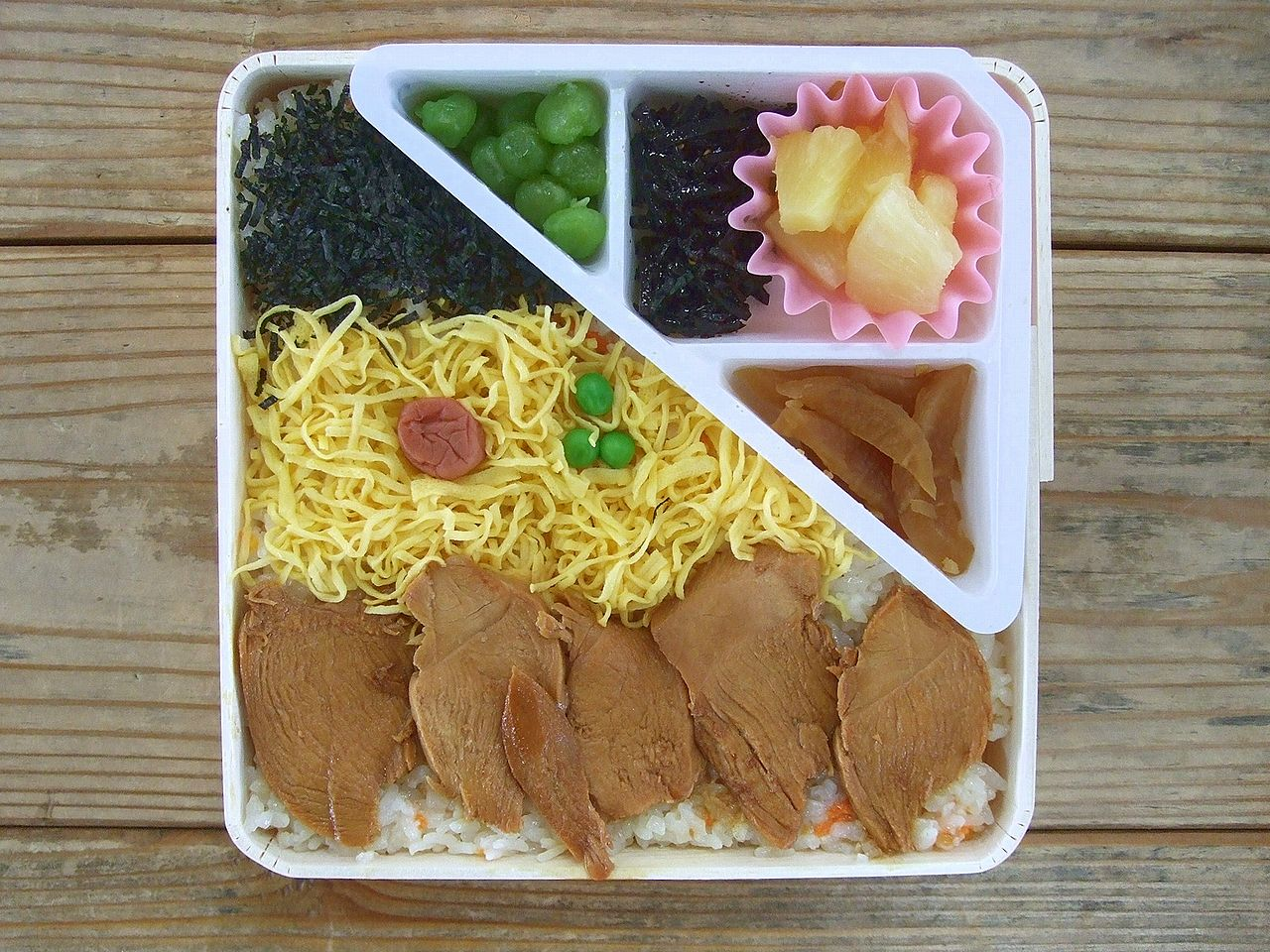
かしわめし

駅前にある「せとやま弁当」で駅弁を販売している。『かしわめし』等が有名で、大型時刻表にも駅弁マークが記載されているが、現在は店頭での販売のみとなっている。
主な駅弁は下記の通り。
- 松花堂花ごよみ
- 特製かしわめし
- 盆地の牛めし
- かしわめし
- 幕の内弁当
- 山里の味栗めし
- ゆかりめし

## 利用状況
2023年（令和5年）度の1日平均乗車人員は466人である。
近年の1日平均乗車人員の推移は以下の通り。
| 年度   | 1日平均 乗車人員 | 出典   |
| ------ | ---------------- | ------ |
| 1996年 | 476              | -      |
| 1997年 | 430              | -      |
| 1998年 | 415              | -      |
| 1999年 | 394              | -      |
| 2000年 | 387              | -      |
| 2001年 | 363              | -      |
| 2002年 | 307              | -      |
| 2003年 | 329              | -      |
| 2004年 | 365              | -      |
| 2005年 | 352              | -      |
| 2006年 | 359              | -      |
| 2007年 | 369              | -      |
| 2008年 | 408              | -      |
| 2009年 | 415              | -      |
| 2010年 | 419              | -      |
| 2011年 | 425              | -      |
| 2012年 | 472              | -      |
| 2013年 | 492              | -      |
| 2014年 | 462              | -      |
| 2015年 | 470              | -      |
| 2016年 | 449              | [ 17 ] |
| 2017年 | 446              | [ 18 ] |
| 2018年 | 416              | [ 19 ] |
| 2019年 | 417              | [ 20 ] |
| 2020年 | 342              | [ 21 ] |
| 2021年 | 382              | [ 22 ] |
| 2022年 | 434              | [ 23 ] |
| 2023年 | 466              | [ 16 ] |

## 駅周辺

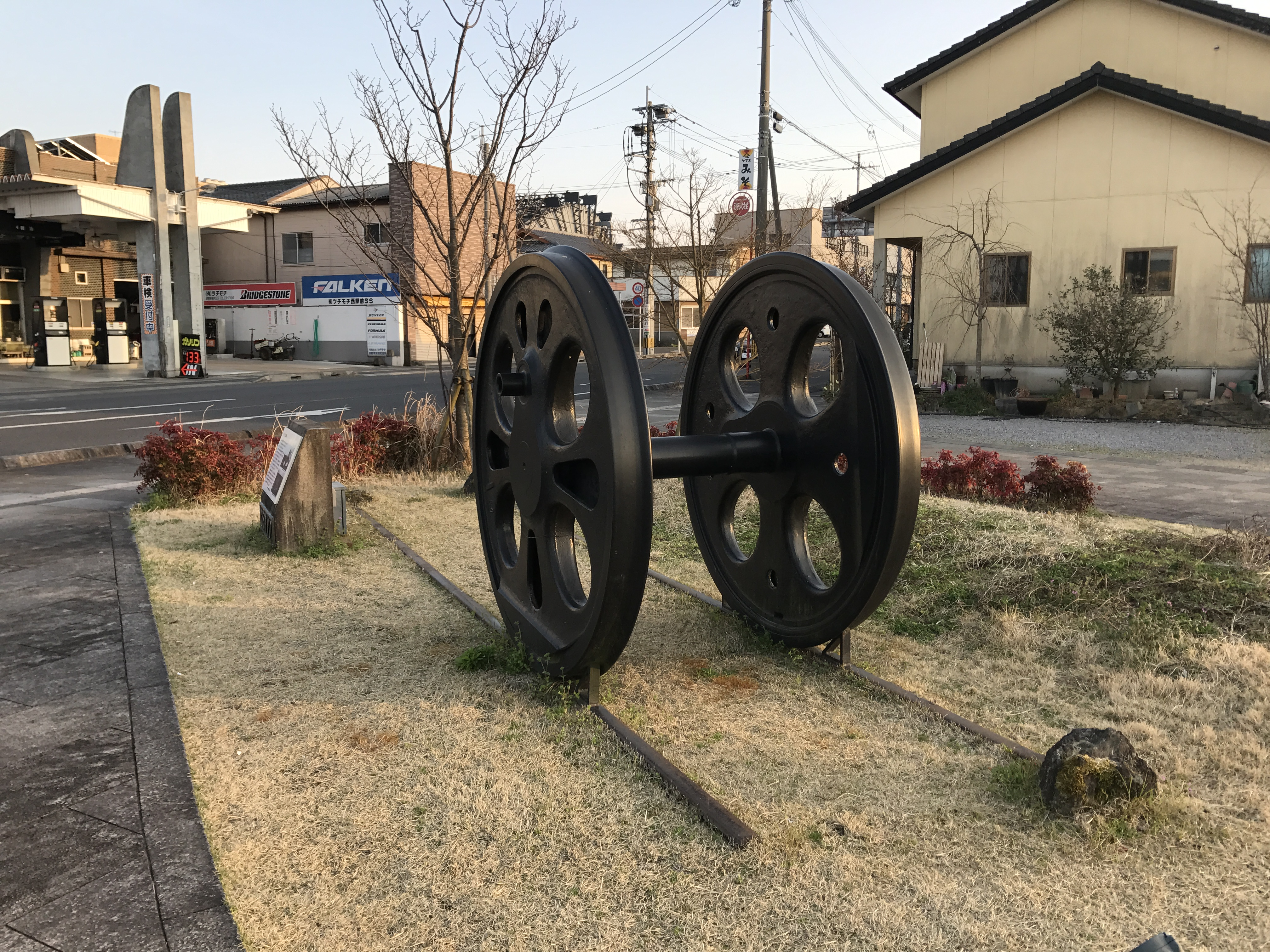
西都城駅前のシゴナナの動輪

都城市街地内にある。都城市の中心市街地である中央通りは都城駅よりも当駅のほうが近い。また、都城市役所も当駅が最寄り駅である。
- 都城市役所
- 都城郵便局
- 都城松元郵便局
- 都城合同庁舎
- 都城島津邸
- 都城市立図書館
- 都城市立美術館
- 都城歴史資料館
- 宮崎交通都城自動車営業所が隣接
- ドラッグストアモリ西都城駅前店
- ホテルルートイン都城
- 都城IT産業ビル（旧都城寿屋百貨店）
- メインホテルナカムラ（旧ナカムラデパート）
- C-PLAZA
  - CINEPORT
- 都城中央通り商店街
- 宮崎地方裁判所都城支部
- 宮崎県立都城西高等学校
- 都城高等学校
- イオン都城ショッピングセンター

### 史跡・遺構
- 都嶋御旧跡 ― 神武天皇の御所跡
- 都城島津家菩提寺（長城山龍峯寺跡）
- 老中馬場跡
- 上原勇作元帥生誕地の碑
- 財部彪海軍大将生誕地の碑

## バス路線
- 西都城駅前バスセンター（宮崎交通）

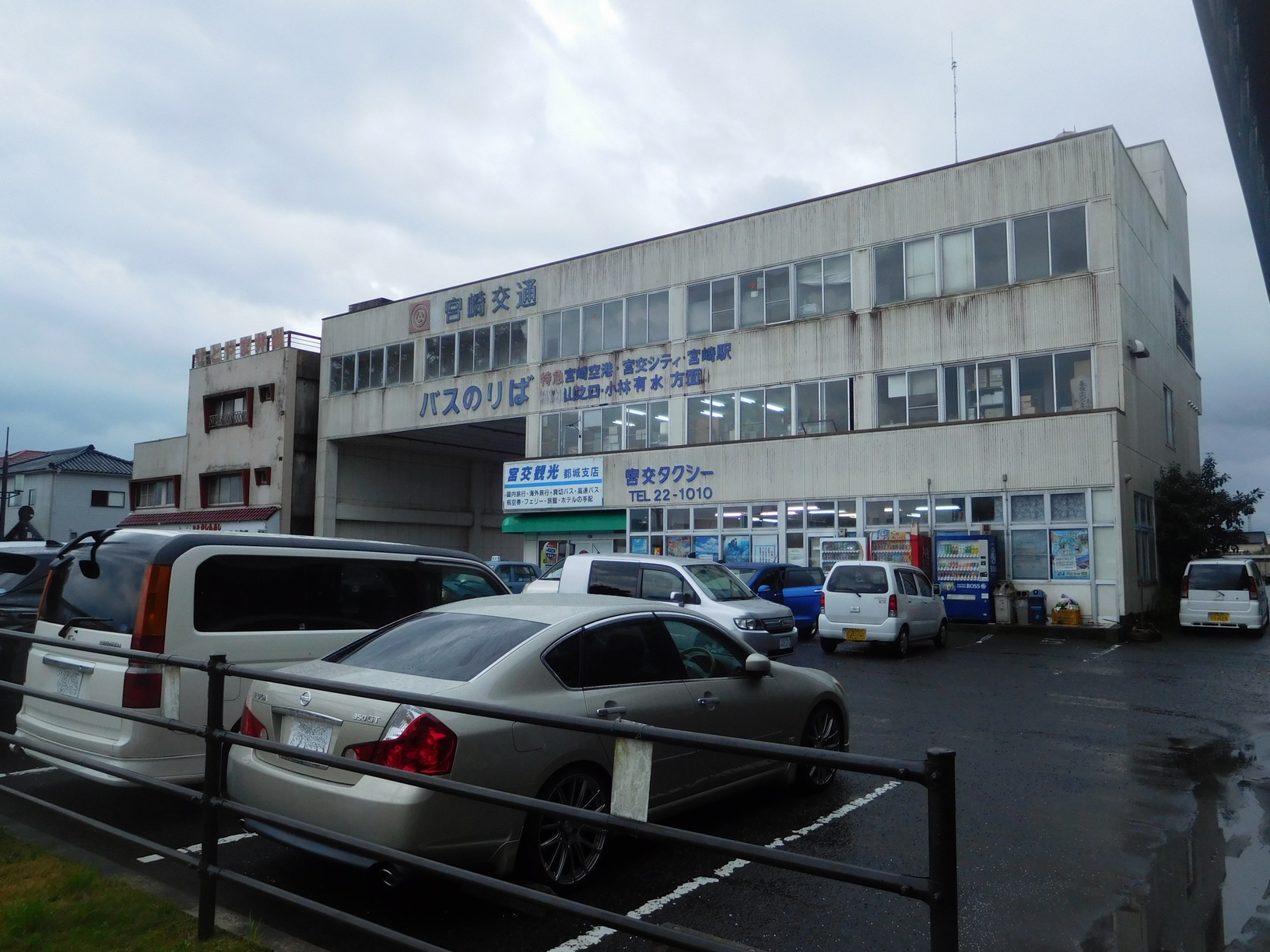
宮崎交通・西都城駅前バスセンター

  - 特急：市立図書館前 - 都城駅 - 高速都城北入口 - 宮崎空港 - 宮崎駅
  - 51,52：市立図書館前 - 都城駅 - イオンモール - 高崎 - 小林駅
  - 60,61：都城駅 - 山之口・上野上
- 西都城駅前（宮崎交通） - 駅前ロータリー内バス停。
  - 1,2,3,6：都原団地・蓑原・久保原
  - 1,3：市立図書館前 - 都城駅 - イオンモール前・上郡元・都城ショッピングセンター
  - 2,6,40,41,42,43：市立図書館前 - 都城駅 - イオンモール・菖蒲原
  - 40,41,42,43：かかしの里ゆぽっぽ・山田・平山・熊野神社前
  - 51,52：藤元総合病院前・イオン都城
- 西都城（鹿児島交通）  - 駅前ロータリー内バス停。
  - 都城
  - 末吉 - 岩川 - 松山 - 志布志
  - 財部・柴建・吉ヶ谷公民館

## 隣の駅
九州旅客鉄道（JR九州）
■日豊本線
- 特急「きりしま」停車駅

■普通
都城駅 - 西都城駅 - 五十市駅

### かつて存在した路線
日本国有鉄道
志布志線
西都城駅 - 今町駅